# Platon Letchitski
Platon Alexeïevitch Letchitski (Платон Алексеевич Лечицкий en russe) est un militaire de l'Empire russe puis de l'Union soviétique, né le 30 mars 1856 (le 18 mars en calendrier julien) dans le gouvernement de Grodno (actuelle Hrodna en Biélorussie), mort le 18 février 1923 à Moscou.

## Carrière sous l'Empire russe

La 9e armée au nord du front roumain, septembre 1916-janvier 1917

Fils d'un pope orthodoxe, Platon Letchitski s'engage dans l'armée impériale et entre en 1877 à l'école militaire de Varsovie, alors partie de la Pologne russe. En 1898, il participe à l'occupation de Lüshunkou (Port-Arthur), port chinois cédé à la Russie par le gouvernement des Qing à l'issue de la première guerre sino-japonaise. Il fait partie du corps expéditionnaire russe en Chine pendant la révolte des Boxers (1900-1901) et reçoit le grade de colonel. Il occupe plusieurs postes en Sibérie et en Mandchourie et combat pendant la guerre russo-japonaise (1904-1905). En juillet 1906, il reçoit le commandement de la 1re division de la Garde à Saint-Pétersbourg, et en 1910, celui du district militaire de l'Extrême-Orient russe.
En août 1914, au début de la Première Guerre mondiale en Europe de l'Est, il reçoit le commandement de la 9e armée russe constituée dans le district militaire de Kiev. Il rejoint le front du Sud-Ouest et se distingue pendant la bataille de la Vistule (octobre 1914). Alfred Knox (en), chef de la mission militaire britannique auprès des forces russes, écrit dans une lettre envoyée de Lublin le 14 octobre : « Letchitski est un excellent vieil homme et un bon cavalier. Il nous a fait faire une grande tournée [à cheval] aujourd'hui. Il a dit, en s'adressant à moi, que [les Russes] tardaient à écraser les Autrichiens à cause de l'état misérable de leurs communications. Leurs armées ne pouvaient pas se déplacer assez rapidement et ils n'arrivaient pas à les ravitailler ».
En février 1915, la 9e armée est envoyée en Bucovine, à la frontière du royaume de Roumanie, pour renforcer la défense russe pendant la bataille des Carpates. Letchitski doit faire face à l'offensive du corps austro-hongrois du général Pflanzer-Baltin qui vient de s'emparer de Tchernivtsi (Czernowitz) : il parvient à arrêter l'avance germano-autrichienne.
En juin 1916, pendant l'offensive Broussilov, la 9e armée de Letchitski, qui ne devait jouer qu'un rôle de soutien, remporte un succès plus important que prévu et reprend Tchernovtsi le 18 juin. Elle atteint les cols des Carpates en juillet, reprend Halytch puis Stanislav (actuelle Ivano-Frankivsk) le 10 août. Cependant, la 9e armée doit interrompre son avance pour soutenir la 7e armée russe du général Dmitri Chtcherbatchiov qui se trouve en difficulté.
Le 27 août, le royaume de Roumanie entre dans la guerre aux côtés de la Russie. La 9e armée doit accomplir une marche difficile à travers les Carpates ukrainiennes pour se joindre à l'armée roumaine menacée d'écrasement par l'offensive austro-allemande. Le front roumain entre 1916 et 1917 connaît de nombreuses péripéties sans qu'aucun camp ne remporte d'avantage décisif.

## Révolution et régime soviétique
Après la révolution russe de Février (mars 1917 en calendrier grégorien), Letchintski s'oppose à la « démocratisation » de l'armée votée par le gouvernement provisoire. Il est placé en disponibilité le 1er mai et remet sa démission trois semaines plus tard.
En 1919, pendant la guerre civile russe, il est arrêté pour spéculation sur les denrées alimentaires et relâché peu après. En 1920, il s'engage dans l'Armée rouge et devient inspecteur de l'infanterie et de la cavalerie du district militaire de Petrograd. En 1921, il est de nouveau arrêté pour « activités contre-révolutionnaires » et condamné à deux ans de prison. Il meurt en février 1923 à l'hôpital de la prison de Taganka (de) à Moscou.

## Sources et bibliographie
- (de) Cet article est partiellement ou en totalité issu de l’article de Wikipédia en allemand intitulé « Platon Alexejewitsch Letschizki » (voir la liste des auteurs) dans sa version du 14 mars 2016.